# Мадиа, Стефано
Стефано Мадиа (итал. Stefano Madia; 31 декабря 1954, Рим — 16 декабря 2004, Рим) — итальянский актёр, журналист и политик. В 1979 году получил премию Каннского кинофестиваля за «лучшую второстепенную роль» в фильме «Дорогой отец».

## Карьера
Профессиональный журналист, в конце семидесятых начал свою актерскую карьеру с фильма «Жизнь и красота» вместе с Джанкарло Джаннини и Орнеллой Мути. В том же году Дино Ризи выбрал его для роли в фильме «Дорогой папа» (по случаю его озвучил Массимо Джулиани), за которую он получил Приз за вторую роль на Каннском кинофестивале 1979 года как лучший актер второго плана.
Снимался в фильмах таких режиссёров, как Лучо Фульчи, Руджеро Деодато, Дино Ризи и Франческо Рози, а также играл одну из главных ролей в советско-итальянском кинофильме Григория Чухрая «Жизнь прекрасна».
Артистическая карьера продолжалась между кино и телевидением до первой половины 1990-х годов, когда он вернулся в журналистику в качестве корреспондента и сотрудника телевизионной колонки Porta a Porta.
В 2001 году баллотировался на муниципальных выборах Рима в Списке Вельтрони, сохраняя должность городского советника до 2004 года.

## Личная жизнь
Жена — Мита Мессина
Дочь — Мария Анна Мадиа (род. 1980), депутат Итальянской Республики, министр государственной службы Италии.
- Внуки — Франческо и Маргарита.

## Смерть
Умер 16 декабря 2004 года в Риме от рака поджелудочной железы.

## Фильмография
| Год  |   | Русское название   | Оригинальное название  | Роль             |
| ---- | - | ------------------ | ---------------------- | ---------------- |
| 1980 | ф | Жизнь прекрасна    | La Vita é Bella        | Пако             |
| 1986 | ф | Опасное наваждение | Il miele del diavolo   | Джонни (Гаэтано) |
| 1986 | ф | Отсчёт тел         | Body Count             | Тони             |
| 1990 | ф | Забыть Палермо     | The Palermo Connection | медик            |